# 4737 Kiladze
4737 Kiladze (1985 QO6) là một tiểu hành tinh vành đai chính được phát hiện ngày 24 tháng 8 năm 1985 bởi N. S. Chernykh ở Nauchnyj.